# Obiageli Ezekwesili
Obiageli "Oby" Ezekwesili (nascida em 28 de abril de 1963) é especialista em política econômica, defensora da transparência, responsabilidade, boa governança e desenvolvimento do capital humano, humanitário e ativista. Ela é ex-vice-presidente do Banco Mundial para a região da África, co-fundadora e diretora fundadora da Transparency International, co-fundadora do movimento #BringBackOurGirls e atuou duas vezes como Ministra Federal na Nigéria. Ela também é a fundadora da Iniciativa #FixPolitics, da Escola de Política e Governança (SPPG), e da Human Capital Africa.
Ela é membro do conselho de administração da Women Political Leaders, membro do conselho de curadores da Fundação Dom Cabral, e presidente do conselho Ehizua Hub.
Obiageli "Oby" Ezekwesili também é contadora, analista pública e consultora econômica sênior do estado de Anambra, na Nigéria.

## Vida pregressa
Obiageli "Oby" Ezekwesili nasceu no estado de Lagos, na Nigéria, filha de Benjamin Ujubuonu, falecido em 1988, e de Cecilia Nwayiaka Ujubuonu.

## Educação
Obiageli "Oby" Ezekwesili é bacharel pela Universidade da Nigéria, Nsukka, mestre em Direito Internacional e Diplomacia pela Universidade de Lagos e mestre em Administração Pública pela Kennedy School of Government, Harvard University. Ela estagiou na empresa Deloitte and Touche e se qualificou como contadora credenciada.
Antes de trabalhar para o governo da Nigéria, Obiageli "Oby" Ezekwesiili trabalhou com o professor Jeffrey Sachs no Centro de Desenvolvimento Internacional de Harvard, como diretora do Projeto de Estratégia Econômica Harvard-Nigéria.

## Carreira
Obiageli "Oby" Ezekwesili atuou como Ministra Federal de Minerais Sólidos e mais tarde como Ministra Federal da Educação. Posteriormente, ela atuou como vice-presidente do Banco Mundial para a região da África, de maio de 2007 a maio de 2012; ela foi posteriormente substituída por Makhtar Diop.
Ela é membro sênior da YALE Jackson School of Global Affairs.

### Transparência Internacional 1994-1999
Ela foi co-fundadora da Transparência Internacional, atuando como uma das diretoras pioneiras do órgão global anticorrupção, com sede em Berlim, Alemanha.

### 1999-2007
Obiageli "Oby" Ezekwesili começou na administração de Olusegun Obasanjo como chefe pioneira da Unidade de Monitoramento Orçamentário e Inteligência de Preços (também conhecida como Unidade de Processo Legal). Foi nessa posição que ela ganhou o apelido de "Madam Due Process" por seu trabalho de liderar uma equipe de profissionais para sanear os processos de licitação e contratação pública em nível federal na Nigéria. Ela foi a arquiteta da legislação do Bureau for Public Procurement, da Iniciativa de Transparência das Indústrias Extrativas da Nigéria (NEITI) e da nova legislação de Minerais e Mineração durante seu mandato de seis anos e meio no governo.

#### Ministra de Minerais Sólidos
Em junho de 2005, Obiageli "Oby" Ezekwesili foi nomeada Ministra de Minerais Sólidos (Minas e Aço), onde liderou um programa de reforma que levou ao reconhecimento global da Nigéria como destino confiável de investimentos em mineração. Ela também foi a presidente do NEITI e liderou a primeira implementação nacional dos padrões e princípios globais de transparência no setor de petróleo, gás e mineração.

#### Ministra da Educação
Em junho de 2006, Obiageli "Oby" Ezekwesili foi nomeada Ministra Federal da Educação, cargo que ocupou até maio de 2007, quando assumiu o cargo no Banco Mundial.
Enquanto estava no governo, Obiageli "Oby" Ezekwesili liderou a reestruturação e reorientação do Ministério da Educação para a consecução das metas de Educação para Todos (EfA) e dos Objetivos de Desenvolvimento do Milênio. Ela também introduziu parcerias público-privadas para a prestação de serviços educacionais, renovou o Serviço de Inspeção Federal como um mecanismo aprimorado de garantia de qualidade e introduziu mecanismos de transparência e responsabilidade para uma melhor governança do orçamento.

### Vice-presidente do Banco Mundial para a região da África
Em março de 2007, o presidente do Banco Mundial, Paul Wolfowitz, anunciou a nomeação de Obiageli "Oby" Ezekwesili como vice-presidente para a região da África a partir de 1º de maio de 2007.
Em 2012, ela completou com sucesso sua passagem como vice-presidente do Banco Mundial para a região da África. Como vice-presidente, ela foi responsável pelas operações do banco em 48 países na África Subsaariana e supervisionou uma carteira de empréstimos de mais de US$ 40 bilhões.

## Carreira posterior
Como consultora econômica sênior da Open Society, um grupo fundado por George Soros, Obiageli "Oby" Ezekwesili assessora nove chefes de estado africanos comprometidos com reformas, incluindo Paul Kagame, de Ruanda, e Ellen Johnson-Sirleaf, da Libéria.

### Membro de conselhos
Em 1º de outubro de 2012, uma das principais empresas de telecomunicações do mundo, a Bharti Airtel, com operações em 20 países, nomeou Obiageli "Oby" Ezekwesili como diretora de seu conselho. Ela também faz parte dos conselhos do World Wildlife Fund, da School of Public Policy da Central European University, da Harold Hartog School of Government and Policy, da revista New African, Women Political Leaders, da Fundação Dom Cabral e do Center para a Liderança Global Tufts University. Em abril de 2020, ela foi nomeada para o conselho de curadores do International Bureau of Fiscal Documentation, onde contribui para supervisionar sua expansão nas economias em desenvolvimento. Ela também é co-presidente do Conselho de Administração Regional da África do Fórum Econômico Mundial.
Em janeiro de 2019, Obiageli "Oby" Ezekwesili foi nomeada para o conselho consultivo de diretores da Nexford University em Washington DC e, posteriormente, lançou um programa de bolsas de estudo dedicado a mulheres na Nigéria. Em dezembro de 2021, a Nexford University a nomeou membro de seu conselho de administração.
Ela também é Conselheira Econômica Sênior da Iniciativa de Política de Desenvolvimento Econômico da África e membro do conselho consultivo do Institute for State Effectiveness.

### Campanha de defesa e #BringBackOurGirls
Em março de 2014, Obiageli "Oby" Ezekwesili fez um discurso na cúpula nacional do All Progressives Congress (APC), o principal partido de oposição da Nigéria. Ela criticou os muitos governadores cruzados e instou o partido a ter "uma conversa mais profunda do que como você (o governante) vai perseguir PDP fora do poder".
Depois que quase 300 meninas, principalmente cristãs, foram sequestradas de Chibok pelo grupo militante islâmico Boko Haram, Obiageli "Oby" Ezekwesili usou o grupo de defesa Bring Back Our Girls (BBOG) para chamar a atenção global para a situação de todas as pessoas que foram sequestradas por terroristas da região nordeste devastada pela guerra da Nigéria. Ela foi fundamental para o início da campanha viral #Advocacy e #BringBackOurGirls nas mídias sociais, que se tornou tendência internacional. Em 23 de abril, na cerimônia de abertura de um evento da UNESCO em homenagem à cidade de Port Harcourt como a capital mundial do livro de 2014, ela instou os nigerianos a não apenas twittar, mas a participar ativamente dos esforços para "trazer de volta nossas meninas".
Enquanto se preparava para embarcar em um voo da British Airways para Londres para aparecer no programa Hard Talk da BBC em julho de 2014, ela foi detida pelo serviço secreto da Nigéria, o SSS, que também apreendeu seu passaporte. Ela foi liberada na mesma manhã.
Ela é a fundadora e organizadora do #RedCardMovement.

## Eleição presidencial 2019
Obiageli "Oby" Ezekwesili disputou o cargo de presidente da Nigéria na plataforma do Partido Aliado do Congresso da Nigéria (ACPN). A ex-ministra havia insinuado disputar o cargo de presidente. Em um evento comemorativo do 58º aniversário da independência da Nigéria, a pastora Tunde Bakare anunciou que estaria concorrendo ao cargo de presidente. Uma de suas promessas de campanha era tirar 80 milhões de nigerianos da pobreza.
Em 24 de janeiro de 2019, Obiageli "Oby" Ezekwesili retirou-se da corrida presidencial, devido a uma divergência de valores e visões com seu partido político. No entanto, no final do dia, a Comissão Eleitoral Nacional Independente disse que era tarde demais para alguém se retirar da corrida porque os materiais de votação já haviam sido preparados. Por isso, o brasão do partido ainda apareceria. Fela Durotoye elogiou Oby Ezekwesili por assumir a liderança e clamar por uma coalizão para acabar com o governo de #APCPDP.
Em 4 de fevereiro de 2019, Obiageli "Oby" Ezekwesili organizou uma coletiva de imprensa no NICON Luxury Hall, em Abuja, capital da Nigéria. Ela falou durante sua coletiva de imprensa sobre sua difícil jornada política enquanto fazia campanha para o cargo de presidente da Nigéria sob o Partido Aliado do Congresso da Nigéria (ACPN). Ela também fez um discurso motivacional ao deixar a campanha presidencial de 2019.
Em 7 de fevereiro de 2019, Obiageli "Oby" Ezekwesili publicou suas finanças de campanha. O relatório mostra que ela gastou 48 milhões de Nairas entre 1º de outubro de 2018 e 2 de fevereiro de 2019.

## Vida pessoal
Ela é casada com o Pastor Chinedu Ezekwesili, da Redeemed Christian Church of God (RCCG) e tem três filhos: Chinemelum, Chinweuba e Chidera.
Em abril de 2021, Obiageli "Oby" Ezekwesili apresentou uma petição ao Inspetor-Geral da Polícia contra Japhet Omojuwa, acusando-o de usar de forma fraudulenta o nome dela como diretora em sua empresa, Alpha Reach Company Limited.

## Prêmios e reconhecimento
- 2006 - prêmio nacional de Comandante da Ordem da República Federal (CFR).[12]
- 2012 - título honorário de Doutora em Ciências (DSC) da Universidade de Agricultura de Abeokuta, na Nigéria.[64]
- 2012 - uma das 100 pessoas africanas mais influentes segundo a revista New African.[65]
- 2013 - Uma das 100 mulheres da BBC.[66]
- 2014 - Uma das 100 mulheres da BBC.[67]
- 2014 - uma das pessoas africanas mais influentes pela revista New African.[68]
- 2015 - Uma das 100 Pessoas Mais Influentes segundo a revista Time.
- 2015 - Uma das 25 Mulheres de Impacto segundo o New York Times.
- 2016 - Prêmio New Africa Women.[69]
- 2016 - Diploma honorário de pós-graduação pela Universidade de Essex, no Reino Unido, onde apresentou um discurso inspirador e apaixonado aos formandos.[70]
- 2017 - Uma das 100 pessoas visionárias apresentadas no livro 3D "Genius: 100 Visionary Thinkers lançado em Montreal, Canadá, pela Albert Einstein's Foundations.
- 2018 - Foi indicada ao Prêmio Nobel da Paz.[71]
- 2019 - prêmio Forbes Woman Africa Social Influencer por seus esforços na campanha #BringBackOurGirls nas redes sociais.[72]
- 2019 - bolsa Richard Von Weizsäcker na Robert Bosch Academy, em Berlim, na Alemanha.[73][74]
- 2020 - Homenageada do Global Leadership Awards.[75]
- 2020 - Prêmio de liderança global Vital Voices.[76]
- 2021 - Ingressou na Jackson School of Global Affairs da Universidade de Yale como membro sênior.[77][78]
- 2022 - Prêmio de mulher mais impactante do ano, pela Fundação Mulheres de valores inestimáveis.[79]

Além disso, ela possui o Prêmio Robert F. Kennedy de Excelência em Serviço Público da Harvard Kennedy School of Government e o Prêmio EPIIC Jean Meyer da Tuft University. Ela é Embaixadora da Democracia - International IDEA. Ela também é uma das 100 Genius Visionaries empossadas pela Genius 100 Foundation.